# Prince Buster
Cecil Bustamente Campbell, ismertebb nevén Prince Buster (Kingston, 1938. május 24. – 2016. szeptember 8.) jamaicai reggae-zenész. A ska és a rocksteady műfajok történetének egyik legnagyobb alakja. Felvételei, amelyeket az 1960-as években készített a Blue Beat kiadónál, számos más reggae- és skaművészre nagy hatással voltak.

## Lemezei
- I Feel The Spirit – FAB
- Fly Flying Ska
- Pain In My Belly
- Ska-Lip-Soul
- It's Burke's Law
- What A Hard Man Fe Dead
- Prince Buster On Tour
- Judge Dread Rock Steady
- She Was A Rough Rider
- Wreck A Pum Pum
- The Outlaw
- FABulous Greatest Hits – 1963-1981 – FAB/Sequel (1993)
- 15 Oldies but Goodies – FAB
- Tutti Frutti -Melodisc
- Chi Chi Run – FAB
- The Message-Dub Wise – 1972 – FAB/Melodisc
- Sister Big Stuff – Melodisc
- Big Five – Melodisc
- Jamaica's Greatest – Melodisc
- Ten Commandments – 1967 – RCA
- Dance Cleopatra Dance – Blue Elephant